# Алюминит
Алюминит — минерал, водный основный сульфат алюминия. Название получил в 1807 году по содержанию этого элемента.

## Общее описание
Состав: Al2(OH)4(SO4)•7H2O. Содержит (%): Al2О3 — 29,62; SO3 — 23,27; H2O — 47,11.
Сингония моноклинная. Плотность 1,66–1,82 г/см3. Твердость 1—2. Цвет белый, иногда серый или жёлтый. Цвет черты белый. Блеск матовый, землистый. Хрупкий. Распространенный минерал коры выветривания.
Встречается в виде волокнистых агрегатов в современных и неоген-палеогеновых породах. Известен как продукт воздействия на алюмосиликаты сульфатных растворов, образующихся при разрушении пирита или марказита.
Типовое местонахождение — в Галле (Саксония-Анхальт), Германия.

## Разновидности
Выделяют алюминит кремнистый — смесь аллофана с алунитом.